# Adrion Pajaziti
Adrion Pajaziti (* 16. November 2002 in London, England) ist ein kosovarisch-albanischer Fußballspieler.
Er kann sowohl als defensiver Mittelfeldspieler als auch als zentraler Mittelfeldspieler und auch im offensiven Mittelfeld eingesetzt werden, er steht in Kroatien bei Hajduk Split unter Vertrag. Der in England geborene und aufgewachsene Pajaziti ist kosovarisch-albanischer Doppelstaatsbürger und kam sowohl für kosovarische als auch für albanische Nachwuchsnationalmannschaften zum Einsatz, ehe er im März 2025 sein Debüt für Albaniens A-Nationalmannschaft gab.

## Vereinskarriere

### FC Fulham und Leihengagements in Norwegen und Kroatien
Der albanischstämmige Adrion Pajaziti, in England geboren und aufgewachsen, wurde in der Akademie des FC Fulham ausgebildet und kam am 24. August 2021 im Alter von 18 Jahren beim 2:0-Sieg im Carabao Cup bei Birmingham City zu seinem ersten Pflichtspieleinsatz für die Profimannschaft. Im Februar 2023 wurde er nach Norwegen an den FK Haugesund verliehen. Pajaziti kam in der Eliteserie zu elf Einsätzen ehe der Leihvertrag Anfang August 2023 wieder aufgelöst wurde.
Da er beim FC Fulham weiterhin Spielpraxis nur in den Nachwuchsmannschaften erhielt, wurde er im September 2024 erneut verliehen, nun nach Kroatien an HNK Gorica. Auch wenn Adrion Pajaziti von einem zwischenzeitlichen Oberschenkelmuskelriss ausgebremst wurde, wurde er als defensiver Mittelfeldspieler Stammspieler. In 23 Punktspieleinsätzen schoss er drei Tore, zudem absolvierte er eine Partie im kroatischen Pokalwettbewerb.

### Wechsel zu Hajduk Split
Im Juli 2025 verließ Pajaziti den FC Fulham endgültig und ging fest nach Kroatien, wobei sein neuer Verein Hajduk Split hieß.

## Nationalmannschaftslaufbahn
Nachdem der kosovarisch-albanische Doppelstaatsbürger Adrion Pajaziti sowohl für albanische als auch für kosovarische Nachwuchsnationalmannschaften auflief, debütierte er am 21. März 2025 in der A-Nationalmannschaft der Albaner, ausgerechnet gegen sein Geburtsland England. Im WM-Qualifikationsspiel im Wembley-Stadion in London, welches Albanien mit 0:2 verloren, wurde er in der 78. Minute für Qazim Laçi eingewechselt.